# Emil Jensen
Emil Niome Gittansson Jensen, född 19 oktober 1974 i Hjärup i Skåne, är en svensk artist, låtskrivare, poet, scenkonstnär, radiokrönikör, skådespelare och estradpoet.

## Biografi
Emil Jensen har gjort sig känd med sina föreställningar, där han blandar musik, poesi och komik. Han har turnerat genom hela Sverige – på allt från Dramaten till Way out west, från Ale Stenar till Kiruna. Han har släppt åtta album, tre böcker, turnerat med nio egna föreställningar.
Jensen har gjort flera Sommarprat och Vinterprat i Sveriges radio, där han också hörs återkommande som kåsör i “Godmorgon, världen” och “Tankar för dagen”.
Han är även känd för att han sommaren 2022 genomförde en cykelturné, en klimatturné genom Sverige, helt och hållet per cykel. 400 mil där han cyklade med gitarren och utrustning i lådan, solcellspanel på pakethållaren och 36 uppträdanden med föreställningen ”Än susar skogen”. En manifestation för hållbarhet. I föreställningen lyftes miljöengagemang, klimat och biologisk mångfald.
I sina framträdanden varvar Emil Jensen sin musik med att prata om ämnen som mänskliga rättigheter, jämställdhet och hållbar utveckling, ofta på ett komiskt vis.
2008 långfilmsdebuterade han som skådespelare i Maria Larssons eviga ögonblick av Jan Troell som blev det årets svenska Oscarsbidrag.
Emil Jensens två första skivor hade Johan T Karlsson från Familjen som producent. De två nästkommande skivorna producerades av Lars Halapi. Jensen körar även på Familjens Det snurrar i min skalle och 2011 resulterade deras återkommande samarbeten i singeln Nyår.
Jensen har även släppt tre ljudböcker (2006, 2011 och 2023) med de mellansnack som blivit hans signum som artist.
Våren 2013 spelade Jensen in sin femte skiva I det nya landet - denna gång med Tobias Fröberg som producent. Föreställningen I det nya landet var uppskattad av både kritikerna och publiken.
2007 genomförde Emil Jensen sin första sommarturné helt och hållet per cykel, som en manifestation för hållbar utveckling. Det blev 300 mil med gitarren på ryggen genom Sverige på allt från Arvikafestivalen till Hultsfredsfestivalen, Malmö, Göteborg och Stockholm. Premiären hölls på Kulturhuset, Stockholm och turnén ledde också till dokumentärfilmen 300 eMIL som gick på biograferna hösten 2008.
2009 fick Emil Jensen ta emot Björn Afzelius-priset med motiveringen "att han i ord och ton med brinnande engagemang, knivskarp humor och på blodigt allvar granskar människa och samhälle, djur och miljö och deras inbördes samspel".
Han har också tagit emot Stig Sjödinpriset år 2007, Region Skåne Miljöpris 2010, och Gustaf Fröding-sällskapets lyrikpris år 2011 med motiveringen: "Emil Jensens texter och musik kännetecknas av ett skenbart spontant uttryck, lekfullt och träffsäkert. Men bakom ridån av humor finns ett stort allvar och ett uppriktigt samhällsengagemang. I sitt skapande ställer han sig på de svagas och utsattas sida i kampen mot fördomar, hyckleri och maktmissbruk. Emil Jensen är en mångsidig konstnär som med sin personliga berättelse speglar vår tid." 2015 tilldelades Jensen Johnny Bode-stipendiet.
2016 deltog Emil Jensen även med ett sommarprat i Sommar i P1 där han bland annat pratade om sin syster Anna. Vintern 2016 samt 2017 deltog han också i Vinter i P1. Han har även deltagit ett flertal gånger i radioprogrammet Tankar för dagen. Detta år släppte Jensen även albumet ”Två naturliga armar” som spelades in och producerades av Tobias Fröberg. Iiris Viljanen gästade på duettsingeln ”Kolla på film”.
2016–2017 turnerade Jensen med föreställningen ”Flyktpotatis” om flykt och flyktbeteeden. Som förband/support under turnén var Iiris Viljanen som också gästsjöng på duetten ”Kolla på film”. Flyktpotatis turnerade genom Sverige i flera månader, hade premiär på Vara Konserthus och avslutades på Cirkus i Stockholm.
2017 mottog han Evert Taube-priset. Priset delas ut av tidningen Vi och Taubesällskapet.
”För att han med stor omsorg och ömsint allvar använder de rimmade ordens kraft till att både trösta, roa och oroa.”
2018 släppte Emil Jensen boken “Vad var det jag sa?” med hans samlade radioprat, Sommarprat, Vinterprat, kåserier och Tankar för dagen.
2018 släppte Jensen även albumet ”En gemensam galning”. Det spelades in i Studio Rymden i Stockholm och producerades av Emil Jensen, Daniel Bengtson, Hanna Ekström, Anna Dager och Magnus Olsson. Med finns bland annat låten ”Norra Kvarken” som var en önskan från Sveriges Radio att Emil skulle göra en musikalisk tolkning av land- och sjörapporten i P1.
2018–2019 turnerade Emil Jensen med föreställningen ”En gemensam galning” och gjorde bland annat tio spelningar på Södra Teatern i Stockholm.
2019 gjorde Jensen ett uppträdande på Ale Stenar med Kristina Lugn.
2020 erhöll Jensen Karl Gerhard-priset 2020 för att han "med ordet, musiken, tanken och känslan letar upp vårt samhälles alla absurditeter, rariteter och ojämlikheter”
Sommaren 2022 gjorde Jensen än en gång en stor sommarturné helt och hållet per cykel, denna gång med föreställningen ”Än susar skogen” om biologisk mångfald. Det blev 400 mil och 40 föreställningar på allt ifrån Way out west till Sergels Torg. Som en del av turnén planterades en mängd träd tillsammans med publiken efter föreställningarna, detta i samarbete med Naturskyddsföreningen och scenkonstnären Siri Bengtén som också regisserade ”Än susar skogen”. Planterandet av vårdträd gjordes på 16 olika platser runt om i Sverige. Detta följdes upp av en tågturné med spelningar mellan Ystad och Jokkmokk, Stora Teatern i Göteborg och Cirkus i Stockholm.
2023 Släppte Jensen ”Än susar skogen” en blandning av ett album, ljudbok och bok. Med både låtar och monologer, dikter och tankar för dagen, kring temat ”biologisk mångfald”, både på skiva och i bokform.
2023–2024 gjorde han sin turné med föreställningen "Sånger och snack (som lyktor i mörkret)”
2024 mottog Emil Jensen Nils Ferlin-priset med motiveringen: "med en blandning av allvar, humor, försonande värme och formuleringsglädje lyft viktiga samhällsfrågor och den lilla människans berättelse i kamp mot olika förtryck".

## Artistsamarbeten
- 2008 medverkade Jensen på ”Andra sjunger Olle Ljungström, i en duett ”Vissa funktioner” med Ane Brun
- 2008 gjorde Emil Jensen en sommarturné tillsammans med Lars Winnerbäck, Miss Li, Maia Hirasawa, Sofia Karlsson, Markus Krunegård och Cissi & Nour El-Refai.
- 2008 ”Jensen & Persson” en humorföreställning tillsammans med komidiennen Sanna Persson Halapi.
- 2008 medverkade Jensen på ”Tjo vad det viftar” - visor från förra sekelskiftet, tillsammans med bla. Peps Persson, dels med en sololåt, dels med en duett med Nadin Al Khalidi.
- 2011 släpptes singeln "Nyår" som blev en duett med Familjen (Johan T Karlsson) som också remixade den. Han producerade även de första två skivorna ”Kom hem som nån annan” och ”Orka då” och Emil i sin tur körar på Familjens hitlåt "Det snurrar i min skalle".
- 2011–2012 "Emil & Nour" en föreställning tillsammans med Nour El-Refai i Örebro och Malmö
- Live har Jensen gästats av bland annat Klara Söderberg, Ane Brun, Melissa Horn, Lars Winnerbäck och Mikael Wiehe - som Emil också var förband till 2004 och gjorde en nyårsrevy tillsammans med 2006 och en sommarturné 2014 ”Ensamma tillsammans”
- På skivan "I det nya landet" (2013) medverkar Klara Söderberg i två duettversioner av samma låt ”Radioaktivitet”.
- Singeln "Kolla på film" från skivan "Två naturliga armar" (2016) är en duett med Iiris Viljanen.
- 2017 skrev Jensen text och musik till ”Försöka igen” framförd av Nina Persson i föreställningen ”Vinnaren tar allt”.

## Föreställningar
- 2007 Cykelturnén – sommarturné helt och hållet per cykel som en manifestation för hållbar utveckling - 300 mil och ett 30tal spelningar med gitarren på ryggen genom Sverige. Turnén följdes i dokumentärfilmen "300 eMIL". På hösten följdes den upp den med tågturnén ”Jag tror att jag är nåt”
- 2009 Turnerade Emil Jensen med soloföreställningen "En dödsrolig kväll om sorg och saknad".
- 2011 turné med föreställningen "Livs levande"
- 2013–2014 Turné med föreställningen "I det nya landet" efter albumet med samma namn.
- 2015 släpptes samlingsskivan och boken "Om du inte står för något faller du för allt” sedermera turné med föreställningen med samma namn.
- 2016–2017 Turné med föreställningen "Flyktpotatis"
- 2018–2019 Turné med föreställningen "En gemensam galning” efter albumet med samma namn
- Sommaren 2022 gjorde Emil Jensen än en gång en stor sommarturné helt och hållet per cykel, denna gången med föreställningen ”Än susar skogen” om biologisk mångfald. Det blev denna gång 400 mil och 40 föreställningar på allt ifrån Way out west till Sergels Torg. Som en del av turnén planterades en mängd träd tillsammans med publiken, i samarbete med Naturskyddsföreningen. ”Än susar skogen” regisserades av Siri Bengtén.
- 2023–2024 Turné med föreställningen "Sånger och snack (som lyktor i mörkret)”

## Diskografi

### Album
- 2004 – Kom hem som nån annan
- 2006 – Orka då
- 2008 – Emil Jensen
- 2011 – Rykten
- 2013 – I det nya landet
- 2015 – Om du inte står för något faller du för allt (samlingsalbum)
- 2016 – Två naturliga armar
- 2018 – En gemensam galning
- 2022 – Än susar skogen - sånger och snack (album och bok)

### EP
- 2004 – Jag har splittrats
- 2006 – Maj förra året
- 2008 – 300 eMIL (med DVD)
- 2009 – En dödsrolig kväll om sorg och saknad
- 2016 - Gå aldrig ombord

### Singlar
- 2004 – Hela vägen ner
- 2004 – Naken ner på knä
- 2006 – Maj förra året
- 2006 – Spelar stor roll
- 2007 – Ghana mot Italien
- 2008 – Så får du mig ändå
- 2008 – Hör dåligt fattar trögt
- 2008 – Allt jag gillar upphör
- 2011 – Lite väl John och Yoko
- 2011 – Bedrägeri
- 2011 – Blod
- 2011 – Nyår (duett med Familjen)
- 2013 – Radioaktivitet (duett med Klara Söderberg från First Aid Kit)
- 2015 – Saknar du mig?
- 2016 - Kolla på film (duett med Iiris Viljanen)
- 2016 - Sommaren 2014
- 2018 - Varför hälsar vi på dom?
- 2018 - Trollslända med dold agenda
- 2022 - Än susar skogen
- 2022 - Tiger
- 2022 - Ångrar alla bad jag aldrig tog
- 2022 - Tänk om det finns liv
- 2022 - Egendom är stöld

### Samlingsalbum
- 2008 – Andra sjunger Olle Ljungström (Vissa funktioner – duett med Ane Brun)
- 2008 – Tjo vad det viftar
- 2008 – Songs for Tibet

## Böcker
- 2006 – Mellansnack (ljudbok)
- 2011 – Snacka om (ljudbok)
- 2015 - Om du inte står för något faller du för allt (samlade låttexter, krönikor mm)
- 2018 - Vad var det jag sa? (Samlade radioprat - tankar för dagen, sommarprat, vinterprat, krönikor, kåserier mm)
- 2023 - Än susar skogen - sånger och snack (album och bok - med dikter, låtar, tankar för dagen om biologisk mångfald)

## Filmroller
- 2008 – Maria Larssons eviga ögonblick (Englund) Jensens långfilmsdebut som skådespelare i Jan Troells Oscarsbidrag. Filmen vann många internationella priser och fyra guldbaggar.

## TV/Radio
- 2008 släpptes dokumentären 300 (e)MIL om "Cykelturnén" (2007).
- 2012–2014 sändes programmet "Mellansnack med Emil Jensen” i Sveriges Radio P1.
- 2015 gjorde SVT musikspecialprogram/dokumentär "Emil Jensen", med fokus på föreställningen och albumet "I det nya landet”
- 2016 Gjorde Emil Jensen ett Sommarprat i Sveriges Radio om sin syster.
- Två gånger har han varit vinterpratare i Sveriges Radio 2016 och 2017.
- Sen 2010 har Emil gjort ett hundratal Tankar för dagen i Sveriges radio och sedan 2016 lika många Kåserier i ”Godmorgon. Världen”, båda programmen i P1.
- Krönikör i bland annat P3s ”Så funkar det” 2001–2003
- Krönikör i Tidningen ETC 2010–2016

## Priser och utmärkelser
- 2003 – Vinnare SM poetry slam
- 2004 – Vinnare SM poetry slam
- 2004 – Vinnare Berlin poetry slam
- 2007 – Stig Sjödinpriset[5]
- 2007 – Malmö stads miljöpris[6]
- 2007 – Rebells artistpris
- 2008 - Riksteaterns stipendium
- 2009 – Hoola Bandoola-priset till Björn Afzelius minne[7]
- 2010 – Skånes miljöpris[8]
- 2011 – Gustaf Fröding-sällskapets lyrikpris[9]
- 2013 – SKAP stipendium[10]
- 2014 - Nominerad till Ickevåldspriset i Martin Luther Kings anda
- 2015 – Johnny Bode-stipendiet
- 2017 - Skånes kulturpris
- 2017 – Evert Taube-stipendiet[11]
- 2018 - STIMS stipendium
- 2020 - Karl Gerhard-priset
- 2024 – Ferlinpriset[12]